# Disteira major
Disteira major je vrsta morskih kač, ki je razširjena v vodah Indijskega oceana.
Kot vse morske kače je tudi ta vrsta strupena. Koti žive mladiče.

## Zunnaje povezave
- Disteira major v TIGR Reptile Database